# تشاه مهكو (غهرة)
تشاه مهکو (بالفارسية: چاه مهکو) هي قرية تقع في إيران في قسم غهرة الريفي. يقدر عدد سكانها بـ 127 نسمة بحسب إحصاء 2016.